# Gehoornde buidelkikker
De gehoornde buidelkikker (Gastrotheca cornuta) is een kikker uit de familie Hemiphractidae. De soort komt voor in Midden- en Zuid-Amerika.
De soort werd voor het eerst wetenschappelijk beschreven door George Albert Boulenger in 1898. Oorspronkelijk werd de wetenschappelijke naam Nototrema cornutum gebruikt. De soortaanduiding cornuta betekent vrij vertaald 'gehoornd' en slaat op de puntige, opgerichte huidflappen boven de ogen.

## Uiterlijke kenmerken
De gehoornde buidelkikker is een middelgrote kikker met een lengte van 4 tot 6,5 centimeter. De huid is roest- tot roodbruin van kleur met lichtgele delen op de bovenzijde van het lichaam en olijfbruine dwarse strepen. De onderzijde van het lichaam is roomgeel van kleur met witte tot geelbruine vlekken op de kin en de keel. De gehoornde buidelkikker dankt zijn naam aan de vlezige "hoorns" boven de beide ogen. De gehoornde buidelkikker is nachtactief.

## Verspreiding en habitat
De gehoornde buidelkikker komt voor in laaglandregenwouden en bergbossen van zeeniveau tot 1.000 meter hoogte in Midden- en Zuid-Amerika, waarbij het verspreidingsgebied aan de Caribische zijde loopt van het midden van Costa Rica tot het midden van Panama en aan de Pacifische zijde van oostelijk Panama via Colombia tot westelijk Ecuador.
In Costa Rica is de gehoornde buidelkikker bekend van drie locaties in de provincie Limón, maar de soort was sinds 1996 niet meer in het land gezien tot meldingen uit het Veragua Rainforest Park. In westelijk Panama zijn afnemende aantallen beschreven in El Copé en El Valle de Antón. Chytridiomycose wordt als een belangrijke oorzaak van de dalende aantallen beschouwd. In Colombia en Ecuador komt de gehoornde buidelkikker tegenwoordig ook minder voor dan vroeger ten gevolge van verlies van leefgebied.

## Bedreiging
De gehoornde buidelkikker wordt met uitsterven bedreigd. Omdat de soort zo zeldzaam is, wordt de kikker in gevangenschap gefokt in El Valle Amphibian Conservation Center in Panama. Hier is een kweekprogramma opgezet om de kikkers uit te zetten in de natuur en zo van uitsterven te behoeden.